# Kyselina trichlorisokyanurová
Kyselina trichlorisokyanurová (TCCA, symklosen, systematický název 1,3,5-trichlor-1,3,5-triazinan-2,4,6-trion) je organická sloučenina se vzorcem (C3Cl3N3O3). Používá se k průmyslové dezinfekci, jako bělidlo a jako reagens v organické syntéze. Jedná se o bílý krystalický prášek se silným chlorovým zápachem. Někdy se prodává ve formě tablet nebo granulí (pro domácí a průmyslové použití).

## Použití
Kyselina trichlorisokyanurová se používá jako dezinfekce a algicid především v bazénech a při práci barvivy, také k bělení v textilním průmyslu.
Široce se používá v hygienických zařízeních, bazénech a lázních, k prevenci a léčbě chorob v zemědělství a chovu ryb a k ochraně ovoce a zeleniny, při úpravě vody, při recyklaci vody v průmyslu a v klimatizacích, k protisrážlivé úpravě vlny, ošetření semen, k bělení textilu a v organické syntéze.

### Použití v bazénech
Výhody:
- Dostupné s koncentrací chloru 90 %.
- Díky vysokému obsahu chloru je snadné použití ve velkých bazénech.
- Nízké ztráty chloru, TCCA je stabilnější než jiné podobné sloučeniny.
- Omezení růstu řas.
- Ve vodě se rozpouští pomalu (zejména ve formě tablet) a umožňuje tak nepřetržité měření volného chloru.

Nevýhody:
- Vznikající kyselina kyanurová může postupně snižovat účinnost volného aktivního chloru.
- Takto vznikající kyselinu lze odstranit pouze naředěním (výměnou) vody.
- Tento fakt může významně snižovat ekonomickou výhodnost vysokého obsahu chloru.
- Při vysokých koncentracích kyseliny kyanurové je k účinnosti chloru (bez výměny vody) potřeba používat mnohem vyšší dávky TCCA.